# PFLAG
PFLAG — некоммерческая организация, объединяющая членов семьей лесбиянок, геев, бисексуалов, транссексуалов, а также их друзей. PFLAG имеет более 500 филиалов и около 200 000 членов и сторонников в Соединенных Штатах и 11 других странах. Национальный офис расположен в Вашингтоне. До 2014 года название расшифровывалось как Parents, Families, and Friends of Lesbians and Gays (с англ. — «Родители, семьи и друзья лесбиянок и геев»).

## Цели
Цель PFLAG — укрепление здоровья и благополучия представителей ЛГБТ, поддержка их семей и друзей с помощью образовательных и пропагандистских программ. В деятельности PFLAG выделяются три основные направления:
- Помощь ЛГБТ-людям в преодолении отрицательной реакции общества на их образ жизни
- Образование и просветительские программы для плохо информированной общественности
- Борьба против дискриминации ЛГБТ, движение за обеспечение равных прав граждан, независимо от их сексуальной ориентации.[6]

## История создания

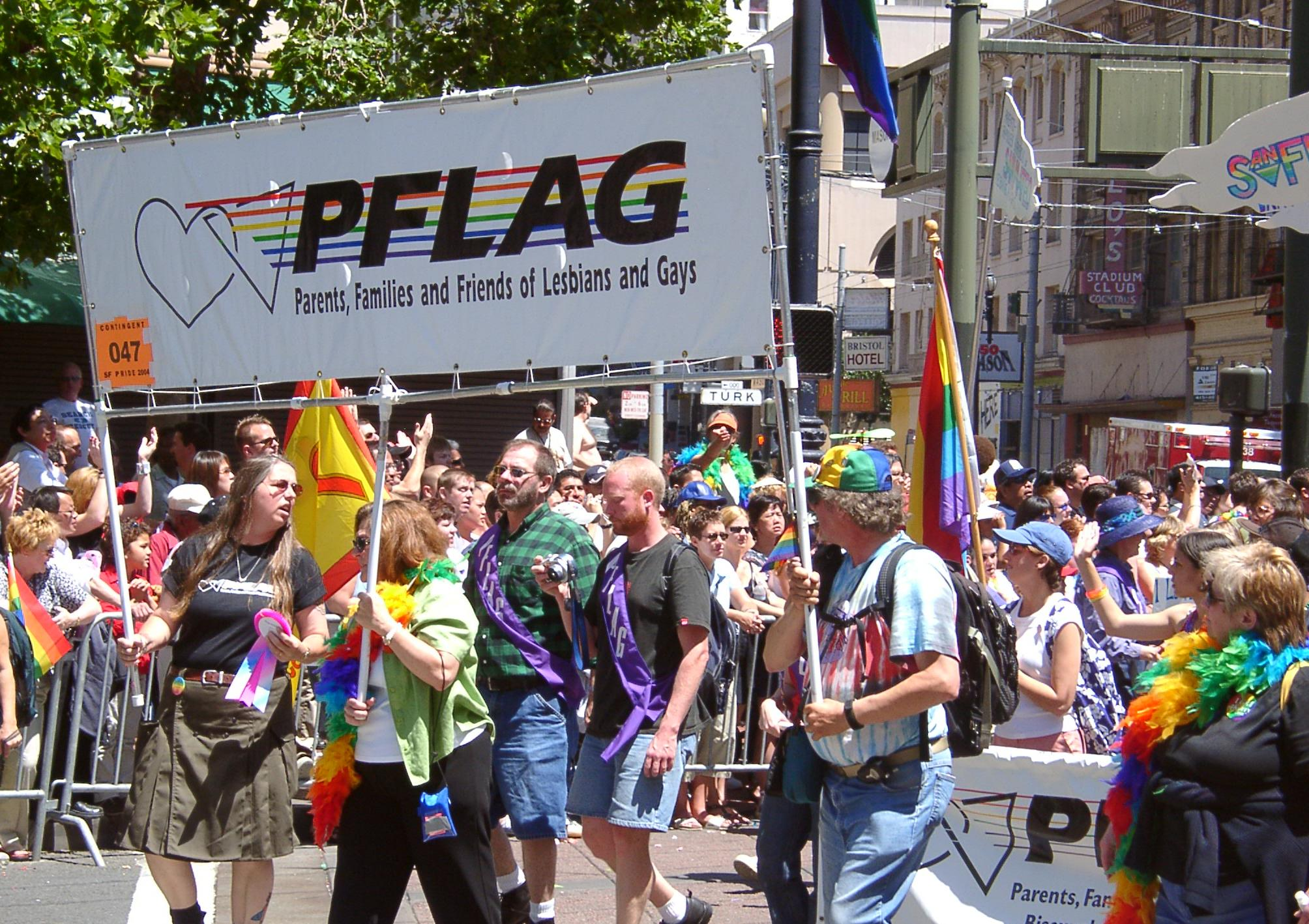
Колонна PFLAG во время гей-парада в Сан-Франциско в 2004 году

В 1972 году Жанна Манфорд увидела в вечерних телевизионных новостях, как её сына с кулаками и пинками толкают с эскалатора нью-йоркского отеля Хилтон во время демонстрации за права геев, в то время как полицейские просто стояли рядом и равнодушно наблюдали со стороны. Жанна рассказывала:
«Конечно, я знала, что Морти гей…, но он не хотел мне сказать об этом. Я говорила, что люблю его и что все остальное для меня не важно. Сначала была определенная напряженность в отношениях. Он не верил, что я смогу все понять и принять».

Возмущенная насилием и несправедливостью, она пишет письмо в редакцию «New York Post», и его публикуют. Одна фраза из письма бросалась в глаза: «Мой сын гомосексуал, и я люблю его». На следующий день Морти позвонил ей и сказал: 
«Не могу в это поверить: ни одна мать никогда не объявляла всему миру, что её сын гей».
Идея образования организации реализуется Жанной и Морти Манфорд, когда на ежегодном параде геев в Нью-Йорке («Christopher Street Day») они несли плакат с призывом: «Родители геев, объединяйтесь и поддержите наших детей». И то содействие, которое им было оказано во время и после парада, вдохновило Жанну создать организацию для защиты ЛГБТ и их семей. Изначально она носила название POG (Parents of Gays — родители геев), а затем превращается в PFLAG.
С тех пор численность PFLAG продолжает расти, и сейчас насчитывает почти 500 филиалов и около 200 000 членов в основном в Соединенных Штатах, хотя филиалы организации существуют также в 11 других странах мира.

## За пределами США
Организации с аналогичными целями (а иногда и с аналогичными названиями) были созданы и за пределами США. Большинство таких организаций не связаны друг с другом или с PFLAG США.

### Другие организации
- Tehila (Израиль)
- Семьи и друзья лесбиянок и геев (Великобритания)
- PFLAG Canada (одноимённая, отдельно созданная)
- Tels Quels (Бельгия)
- Семьи для сексуальных меньшинств (Латинская Америка)
- CONTACT (Франция)
- BEFAH (Германия)
- AGEDO (Италия)
- Ассоциация отцов и матерей геев и лесбиянок (Испания)
- FELS (Швейцария)
- PFLAG Vietnam (Вьетнам)
- PFLAG China (КНР)
- PFLAG в Австралии
- PFLAG South Africa
- PFLAG Myanmar/Burma

## В массовой культуре
PFLAG-Canada поддерживает веб-сериал «Out with Dad». Два главных героя, Роуз и её отец Нэйтан, посещают собрания PFLAG в течение 2 и 3 сезонов.